# Oleg Dmitrijewitsch Kononenko
Oleg Dmitrijewitsch Kononenko (russisch Олег Дмитриевич Кононенко; * 21. Juni 1964 in Tschardschou, Turkmenische SSR, Sowjetunion) ist ein russischer Kosmonaut. Er ist Träger der staatlichen Auszeichnung „Held von Turkmenistan“. Er ist seit Februar 2024 der Raumfahrer, der die längste Zeit im All verbracht hat.

## Kosmonautenkarriere

### ISS-Expedition 9
Anfang 2002 wurde Kononenko als Bordingenieur für die ISS-Expedition 9 nominiert. Neben Kononenko sollten Gennadi Padalka als Kommandant und Mike Fincke als Bordingenieure fliegen. Nach dem Unglück der Columbia im Februar 2003 wurde die Besatzungsstärke der ISS aus Versorgungsgründen auf zwei Personen reduziert. Das hatte Auswirkungen auf alle bis dahin ernannten Mannschaften. Als der Flug im April 2004 schließlich startete, war Kononenko nicht dabei.

### ISS-Expedition 17
Kononenko arbeitete von April bis Oktober 2008 mit als Bordingenieur der Expedition 17 auf der Internationalen Raumstation.

### ISS-Expedition 30/31
Im Oktober 2009 wurde Kononenko für einen Langzeitaufenthalt an Bord der ISS nominiert. Er arbeitete seit Dezember 2011 als Bordingenieur der ISS-Expedition 30 und übernahm ab Ende April 2012 das Kommando der ISS-Expedition 31. Die Landung war am 1. Juli 2012.

### ISS-Expedition 44/45
Im Oktober 2012 wurde Kononenko für einen Langzeitaufenthalt an Bord der ISS nominiert. Er flog am 22. Juli 2015 als Kommandant des Raumschiffs Sojus TMA-17M zusammen mit dem japanischen Astronauten Kimiya Yui und dem amerikanischen Astronauten Kjell Lindgren zur ISS. Dort arbeitete er bis zum 11. Dezember 2015 als Bordingenieur der Expeditionen 44 und 45.

### Weitere Karriere bei Roskosmos
Am 10. November 2016 wurde Kononenko vom Leiter des Juri-Gagarin-Kosmonautentrainingszentrums, Juri Lontschakow, zum Kommandanten des Kosmonautenkorps ernannt.

### ISS-Expedition 57–59
Am 3. Dezember 2018 startete Kononenko zu seiner vierten Mission. Als Kommandant des Raumschiffes Sojus MS-11 flog er mit der US-Amerikanerin Anne McClain und dem Kanadier David Saint-Jacques zur ISS und arbeitete kurzzeitig als Bordingenieur für die ISS-Expedition 57. Am 20. Dezember 2018 übernahm er das Kommando über die Expeditionen 58 und 59. Die Rückkehr zur Erde mit McClain und Saint-Jacques erfolgte am 25. Juni 2019.

### ISS-Expedition 69–71
Kononenko nahm zuletzt an der Sojus MS-24-Mission zur ISS und an den ISS-Expeditionen 69, 70 und 71 teil.
(Er soll ein Jahr auf der ISS bleiben und mit der Sojus MS-25 zurückkehren. Dadurch wird Kononenko bei seiner Rückkehr den bisherigen Rekordhalter Gennadi Iwanowitsch Padalka (878 Tage im Weltraum) ablösen und zu diesem Zeitpunkt dann der einzige Mensch sein, der mehr als 1000 Tage im Weltraum war.)
Während sein 5. Weltraumaufenthalt und die ISS-Expedition 70 noch liefen, überschritt er am 4. Februar 2024 (UTC) mit der Summe seiner Weltraumaufenthalte die bisherige Rekorddauer von 878:11:29:48 Tagen. Die Rückkehr zur Erde mit Tracy Dyson und Nikolai Tschub erfolgte am 23. September 2024.

## Auszeichnungen (Auswahl)
- 2009 – Held der Russischen Föderation
- 2009 – Stern des Präsidenten, einer der höchsten Orden Turkmenistans, persönlich vom Präsidenten überreicht
- 2019 – Titel Held Turkmenistans verbunden mit der Goldmedaille „Altyn Aý (Goldener Halbmond)“, höchste Auszeichnung Turkmenistans[1]

## Privates
Kononenko wuchs in einfachen Verhältnissen auf. Sein Vater arbeitete als Fahrer in einer Spedition, seine Mutter als Telefonistin an einem Flughafen. Kononenko lernte an einer Spezialschule für Volleyball und war Mitglied der Jugendmannschaft von Turkmenistan.
Kononenko ist verheiratet und hat zwei Kinder. Wie viele Kosmonauten ist er Funkamateur, sein Amateurfunkrufzeichen ist RN3DX.